# Fieofan Lebiediew
Fieofan Nikołajewicz Lebiediew, od 1945 Teotan Luik (ros. Феофан Николаевич Лебедев; ur. 2 lub 15 listopada 1871 w Narwie, zm. 1 listopada 1966 w Helsinkach) – rosyjski i estoński strzelec sportowy, olimpijczyk.
Brał udział w igrzyskach olimpijskich w 1912 roku, startując łącznie w 5 konkurencjach. Indywidualnie najwyżej był na 42. miejscu (karabin wojskowy, trzy postawy, 300 m), zaś drużynowo najwyżej był siódmy (karabin dowolny, trzy postawy, 300 m). W drugiej drużynowej konkurencji był dziewiąty (karabin wojskowy), zaś w dwóch pozostałych indywidualnych był poza pierwszą pięćdziesiątką.
W 1894 roku ukończył szkołę w Petersburgu. Uczestniczył w wojnie rosyjsko-japońskiej w randze pułkownika (1916). Od 1920 roku mieszkał i pracował w Estonii. Był współorganizatorem jednych z pierwszych zawodów strzeleckich na terenie Estonii. W 1922 roku udał się na emeryturę, a w tym samym roku osiadł ponownie w Narwie, w której się urodził (choć niektóre źródła jako jego miejsce urodzenia wskazują Niżny Nowogród). 
W latach 1938 i 1939 był mistrzem Estonii w strzelectwie. W 1944 roku wyemigrował do Finlandii, gdzie zmienił nazwisko na Luik (1945). Otrzymał kilka odznaczeń, wszystkie za bohaterską postawę w wojnie rosyjsko-japońskiej i I wojnie światowej (Order Świętej Anny, Order Świętego Stanisława, Order Świętego Włodzimierza, Order Świętego Jerzego). Zmarł w 1966 roku w Helsinkach (niektóre źródła mówią, że zmarł w 1944 roku, jest to jednak niemożliwe).